# Montignies-sur-Roc
Pour les articles homonymes, voir Montignies.
Montignies-sur-Roc est un village du Hainaut, sis au sud ouest de la ville de Mons, en Belgique. Traversé par la petite Honnelle il se trouve à quelques kilomètres de la frontière française. Administrativement il fait partie de la commune de Honnelles, en Région wallonne de Belgique.  C'était une commune à part entière avant la fusion des communes de 1977. Depuis 2017 le village fait partie de l'association regroupant les plus beaux villages de Wallonie.

## Géographie
Le village doit son nom à sa situation sur un rocher, dominé par l’église. Il s’étend sur les deux rives de la Petite Honnelle et est traversé, sur sa hauteur, par la chaussée romaine joignant Bavay à la Flandre.
Le village longe l’escarpement rocheux formé par l’élévation du banc de grès rouge émergeant. Il occupe la crête et le flanc de la Petite Honnelle, qui trouve ici sa zone d’encaissement maximal. Son tracé est marqué par un épais rang d’arbres et de bosquets fendant les aires agricoles environnantes. L’église surplombe le village, les prairies, les vergers et les bois dévalant doucement vers Audregnies et Quiévrain. Il est parcouru par la chaussée Brunehaut (Bavay-Gand) qui offre de beaux points de vue sur la localité.
La Petite Honnelle assure le partage historique entre les anciennes possessions de l’abbaye de Crespin (Ouest), dont l’imposante ferme Saint-Landelin reste un témoin privilégié, et la seigneurie du lieu dont le collateur était l’évêché de Cambrai. Le village présente toujours ses deux noyaux : l’un dans le centre proprement dit, l’autre le long de la chaussée Brunehaut. Seul le vieux chemin de la « Roquette » relie les deux, en enjambant la rivière.
Un moulin, installé autrefois dans le fond de la vallée, assurait le lien entre les deux parties. C’est au lieu-dit « Basse-Boulogne » que se développa une petite carrière, grâce aux affleurements rocheux.

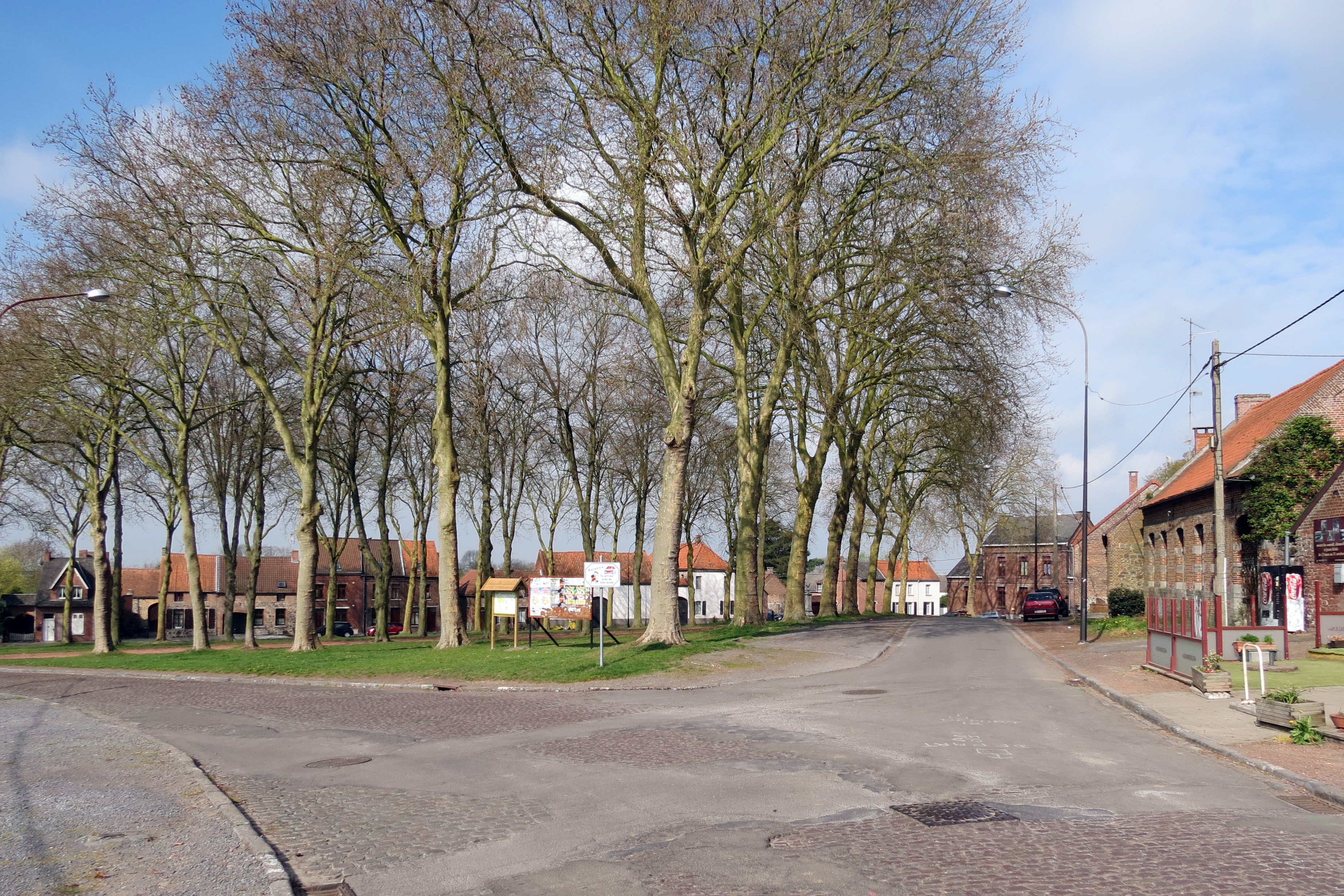
Place Masson.

Le village s’articule autour de la place Fulgence Masson. C’est un espace arboré remarquable par sa configuration, ses tilleuls et les anciennes habitations qui la bordent. D’autres places, le Trieu du Quesnoy et la Goutrielle, assurent aussi la respiration de la localité.
Le bâti s’implante librement le long des rues pavées, alternant avec les haies, talus herbeux ou rocailleux. Il est souvent dense. Ce sont surtout des fermes semi-clôturées, des maisons rurales basses et bourgeoises imposantes. La plupart de ces habitations remontent au XVIIIe siècle et ont été construites en brique calcaire et grès rouge.
Le village est inscrit au plan de secteur au titre de zone d’habitat à caractère rural. Il est cerné d’espaces verts, de zones naturelles et de bois. Le village, homogène, est souligné par un périmètre d’intérêt paysager.

## Évolution démographique
- Sources : INS, Rem. : 1831 jusqu'en 1970 = recensements, 1976 = nombre d'habitants au 31 décembre.

## Histoire
Montignies-sur-Roc est un village dans lequel ont été retrouvés des artefacts aux origines historiques variées. On y a découvert des haches de silex de l’âge de pierre, des haches en bronze de l’âge du bronze, ainsi qu’une chaussée romaine allant de Bavay vers la Flandre, un cimetière gallo-romain (qui a livré un certain nombre de vases), des vases et des substructions de l’âge du fer.
La seigneurie appartint aux familles de Montigny (fin XIIe siècle), de Hainaut (début XVe siècle), de Luxembourg, de Roisin (achat 1530), de Mainsert (achat en 1611) et de Waziers-Wavrin (achat en 1686). À cette dernière lignée sont apparentés les actuels propriétaires du château, les la Motte-Baraffe. Des biens sont encore aujourd’hui la propriété de la famille la Motte-Baraffe. Les Waziers-Wavrin possédaient aussi, à la fin de l’Ancien Régime, la seigneurie de Rampemont.
Cette seigneurie de Rampemont s’étendait sur Fayt-le-Franc, Montignies-sur-Roc et Onnezies. Elle appartint successivement aux de Rampemont, de Sars, de Roisin, Ghoret, de Fives, du Mont, del Nero et Bibliotti.
En 1735, le seigneur de Montignies-sur-Roc était messire Jean-Louis Dewaziers, marié à dame Marie-Antoinette-Eugénie de Berghes (sans doute maison de Berghes-Saint-Winoc).
Le chapitre métropolitain de Cambrai était collateur de la cure, en vertu d’une concession de Liebert, évêque de Cambrai, en 1057. Le curé desservant aussi Audregnies (jusqu’en 1802), partageait les dîmes de Montignies avec le chapitre cambrésien et l’abbaye de Crespin. Cette dernière y possédait l’importante ferme de Saint-Landelin ou de la Chaussée, dont les biens s’étendaient sur les terroirs de Montignies-sur-Roc, Onnezies et Autreppe.
La vie de la commune fut marquée lors de la Première Guerre mondiale par des faits de résistance : le 23 août 1915, la comtesse Jeanne de Belleville, demeurant à Montignies, fut arrêtée pour avoir pris part à la mise sur pied de réseaux d’évasion et condamnée par les Allemands, en même temps qu’Edith Cavell, à la peine de mort commuée en travaux forcés à perpétuité. Un mineur du lieu, François Crapez, fut aussi jugé et condamné à huit ans de travaux forcés.
La localité est essentiellement agricole à l’origine. On y travaillait la laine à la fin du XVIIIe siècle et au XIXe siècle. La fabrique cessa à la fin de ce dernier siècle.
Quelques carrières et affleurements locaux étaient à dénombrer à Montignies-sur-Roc, surtout caractérisés par le grès rouge de pavés ou de moellons de gros œuvre.
On y trouvait des marbreries, briqueteries, une fonderie de cloches, des brasseries, une fabrique de cierges, un moulin à farine, un maréchal-ferrant, un charron.

## Patrimoine et culture

### Patrimoine architectural

#### Monuments et sites remarquables
- Église Notre-Dame : se dressant sur un promontoire rocheux, cet édifice de style classique daté du XVIIIe siècle comporte un soubassement de grès rouge provenant de l’église antérieure, une tour-porche à entrées latérales, une nef à trois vaisseaux et un chœur bas avec chevet à trois pans[5].
- Château : bâtiment de style classique édifié à la fin du XVIIe siècle dont l’aspect actuel résulte des remaniements effectués entre 1822 et 1847. La façade principale est tournée vers un vaste parc à la française, lequel s’organise en plusieurs zones, potager, verger, parterres, charmille et quinconces[6].
- Moulin à eau Gilmant : situé sur la Petite Honnelle, il est le résultat de la transformation en1843 d’un ancien moulin à huile du XVIIIe siècle en moulin à grain.
- Parmi les nombreuses fermes traditionnelles, on peut citer la ferme Jospein, sise près de la place Masson, ferme clôturée de tradition classique dont le remarquable bâtiment d’entrée comprend un portail daté de 1686[7], et la brasserie-ferme située sur la même place Masson, ancienne brasserie de la seconde moitié du XVIIIe siècle convertie en ferme, dotée de deux portails en cintre, dont l’un est sommé d’un petit pigeonnier[8]. Le quartier Brunehaut comprend plusieurs fermes en carré, dont notamment la ferme de Saint-Landelin, anciennement dépendance de l’abbaye de Crespin, renfermant des corps de bâtiment du XVIIIe siècle de style classique tournaisien[9].
- Le village compte plusieurs maisons patriciennes, dont notamment la maison de maître sise au no 3 de la rue Comtesse Belleville, datée de la 2e moitié du XIXe siècle et entourée d’un vaste parc ; sa façade, de tradition néo-classique, est enduite et architecturée de pilastres à refends et de pierre en harpes aux angles[10]. Est notable également, dans la même rue, au no 20, la maison bourgeoise de la 2e moitié du XIXe siècle, de tradition classique, au toit orné d’un crête faîtière ; une remise à voiture est accotée perpendiculairement à la façade[11].

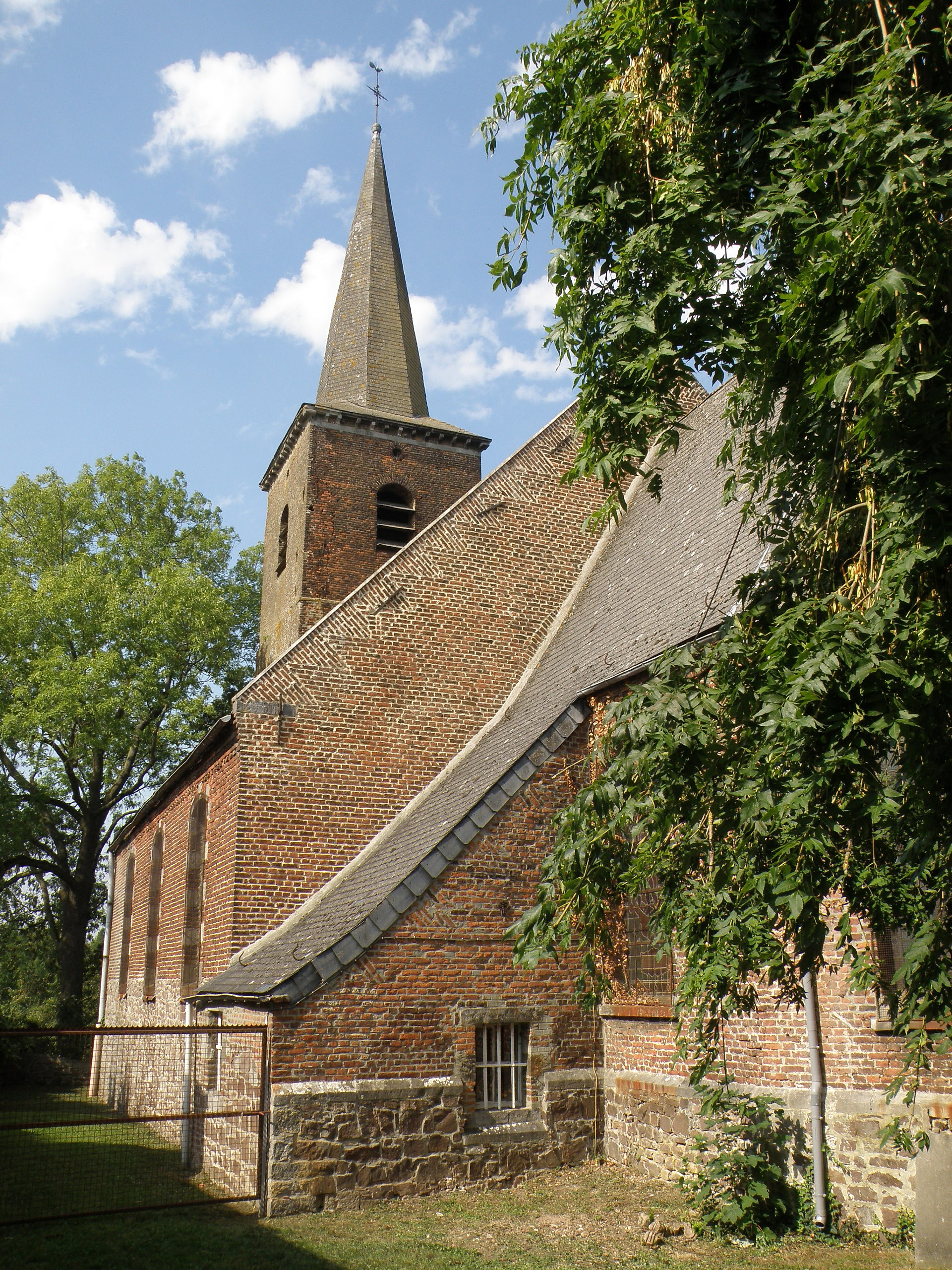
Église Notre-Dame.
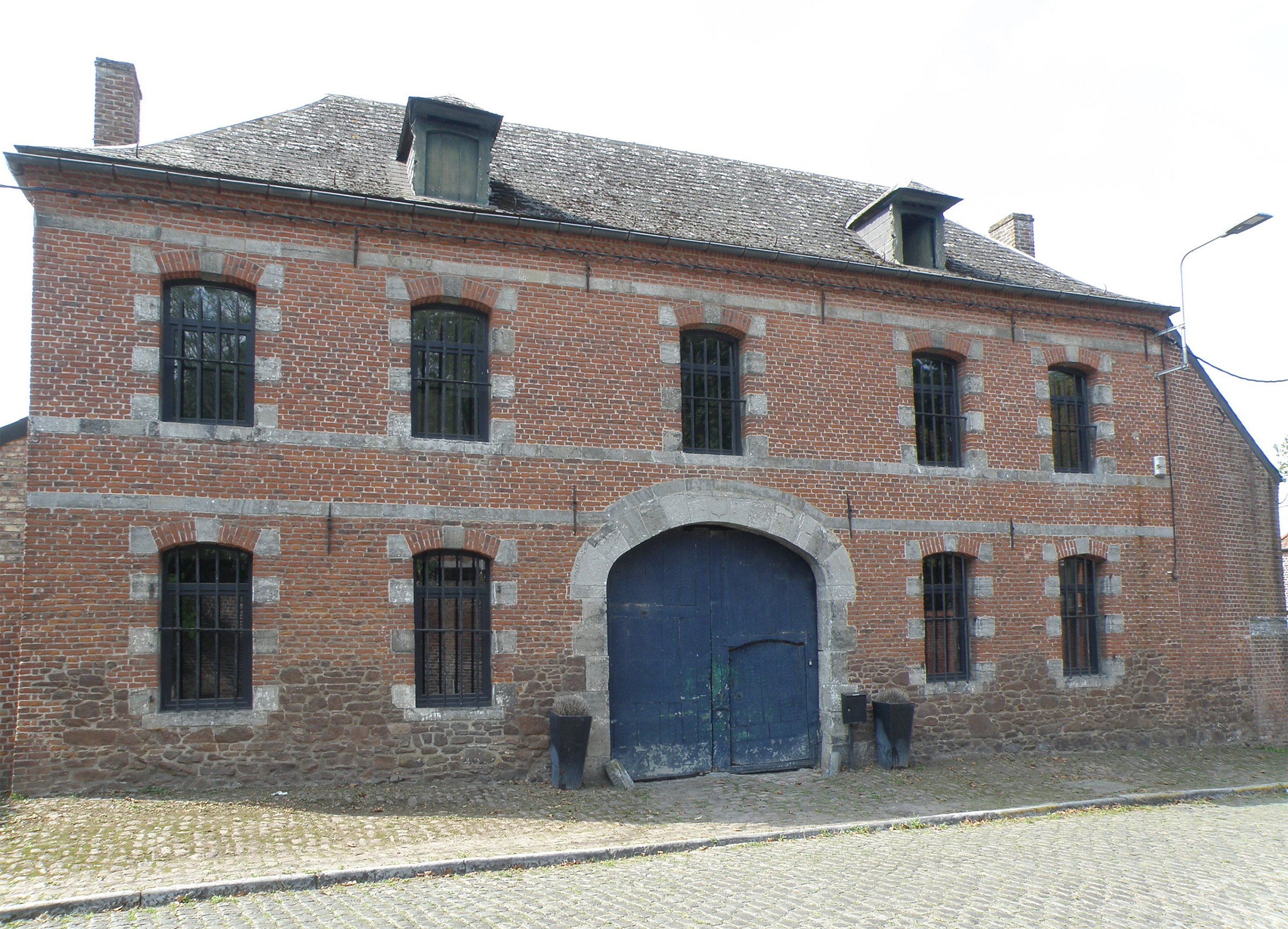
Ferme Jospein.
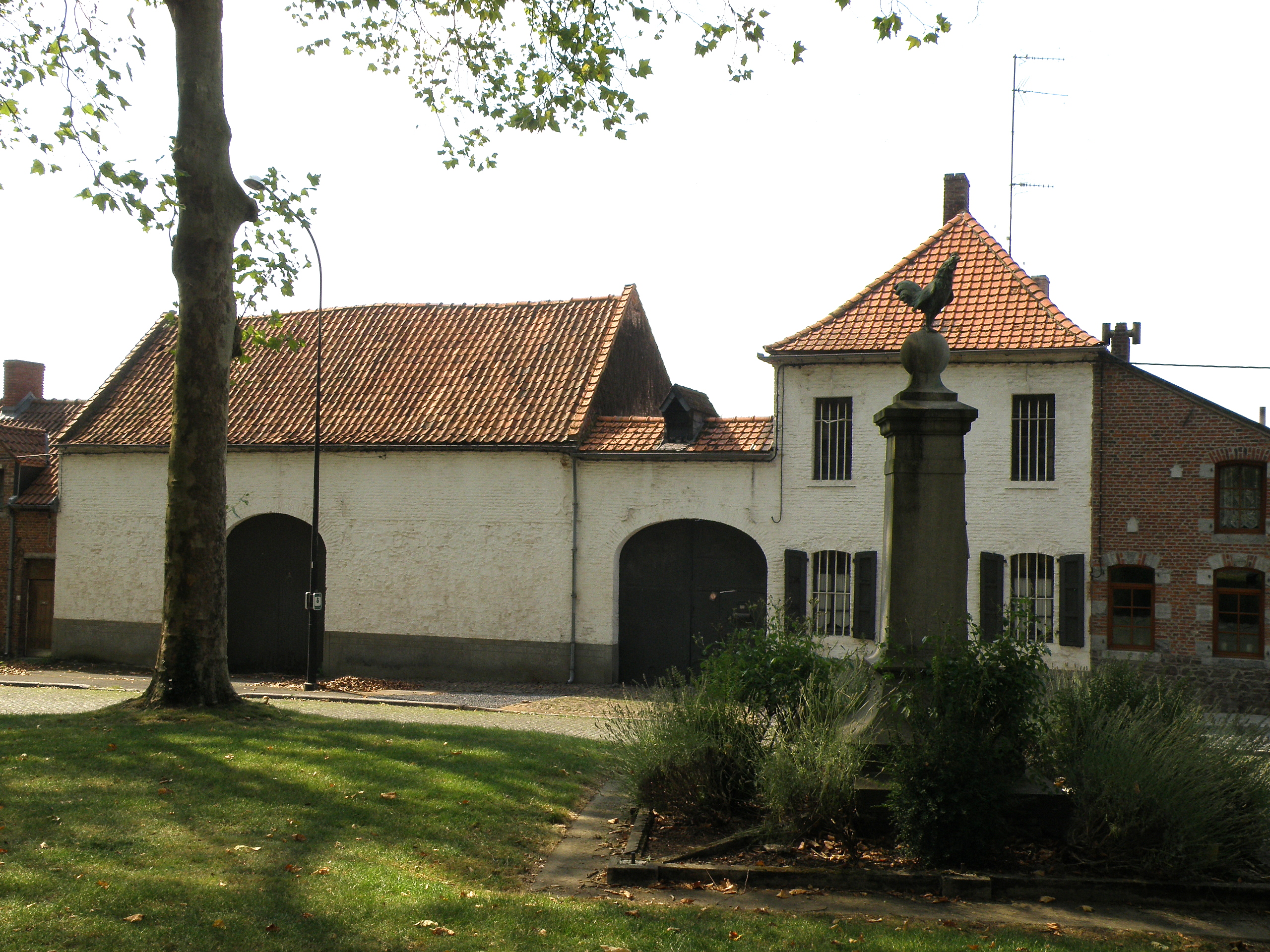
Brasserie-ferme sur la place Masson.
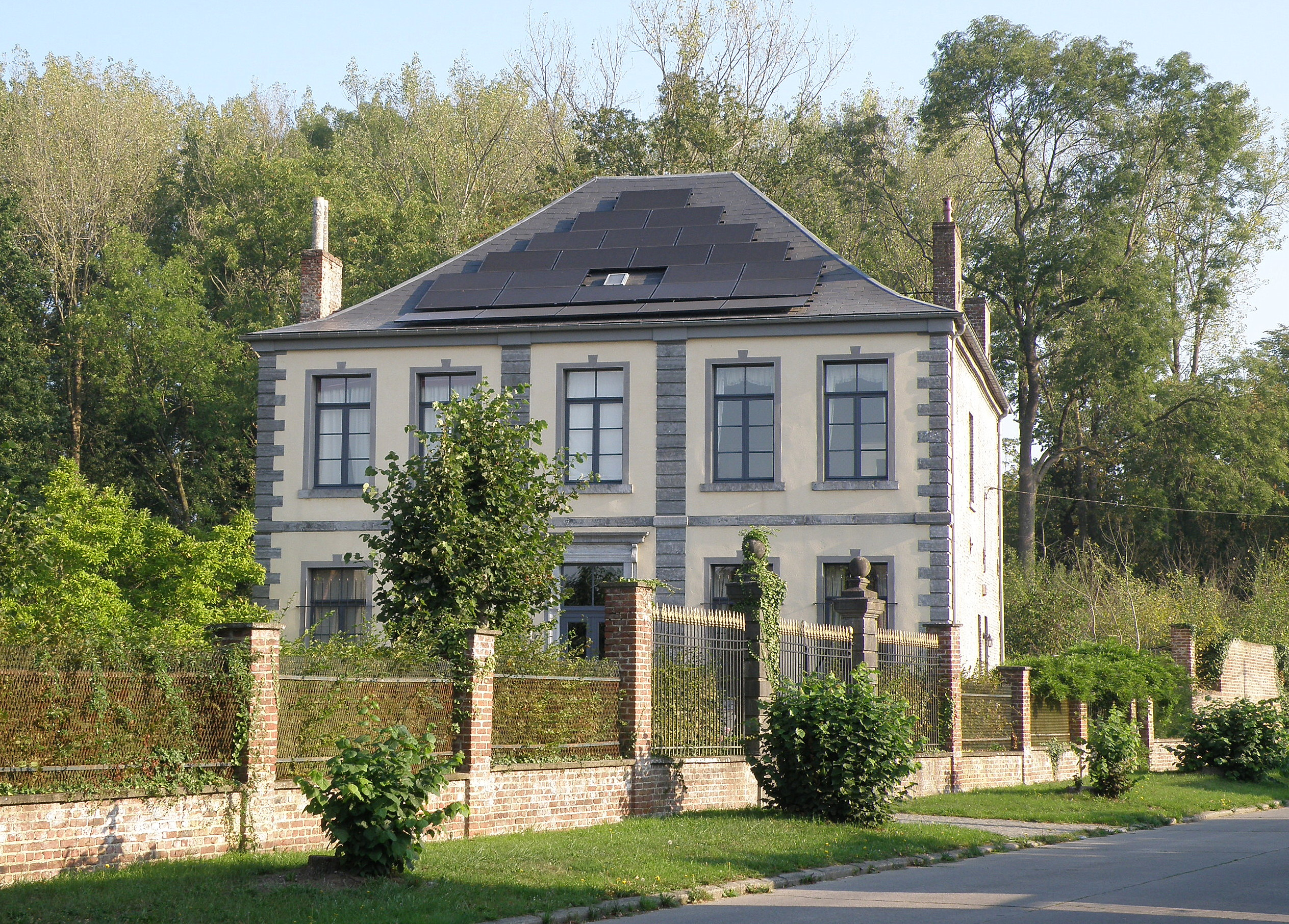
Maison de maître rue Comtesse de Belleville no 3.
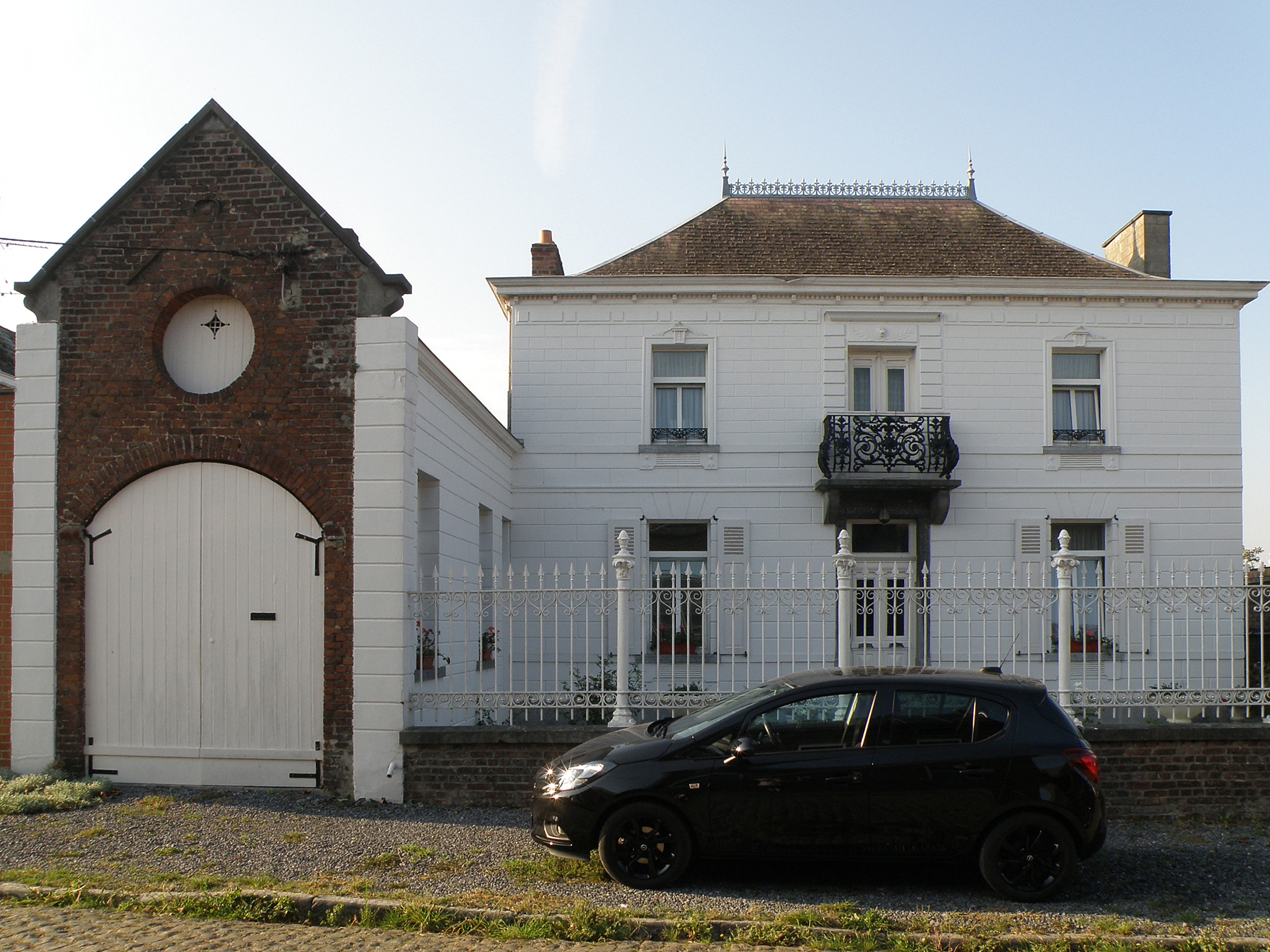
Maison bourgeoise, rue Comtesse de Belleville no 20.
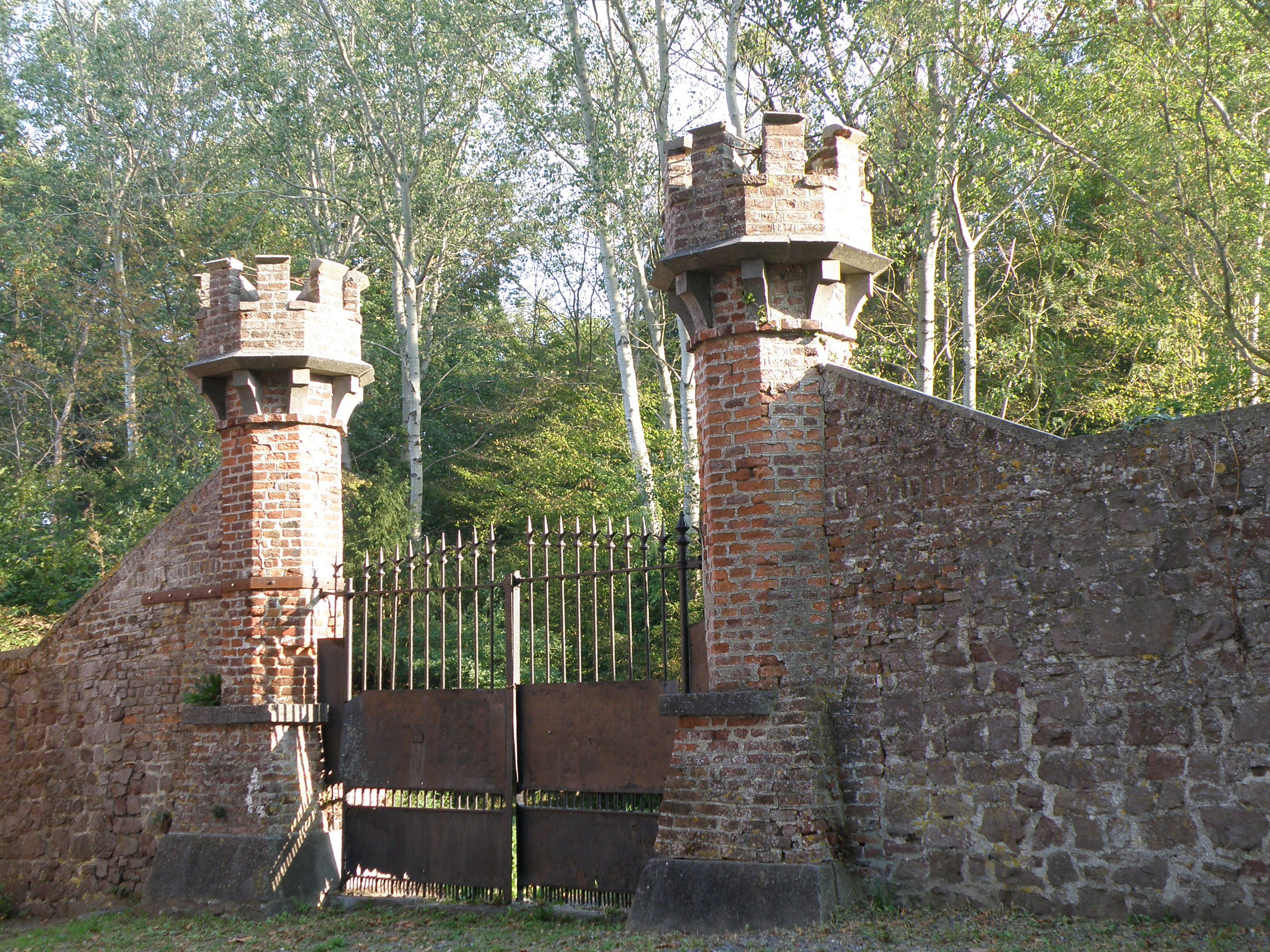
Portail d’entrée du château sur la pl. Masson.

## Économie

### Activité artisanale
(décembre 2024).

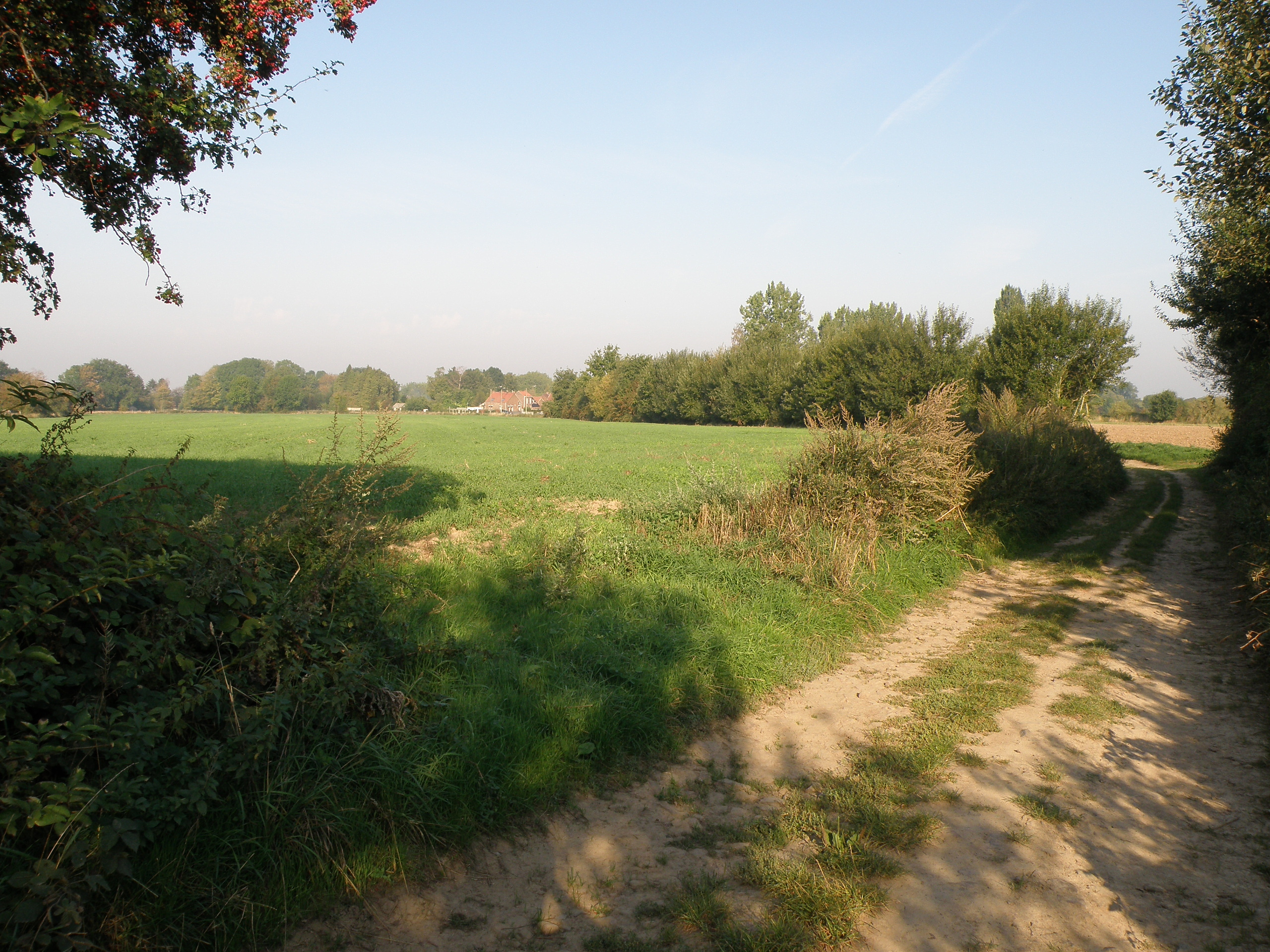
Partie agreste de la « rue » Comtesse de Belleville, reliant le village à Athis.

Montignies-sur-Roc est également un village où règne une activité artisanale importante. Entre autres, des « plaisirs de bouche » : une confiserie, des produits fermiers et la brasserie de l'Abbaye des Rocs. On y produit principalement trois bières : Abbaye des Rocs, Blanche de Honnelles et Montagnarde.